# Orde van Hafiz
De Orde van Ouisam Hafid, in het Arabisch "Ordre Ouisam Hafidi" of "Nishan Hafidien" en in het Frans "Ordre de Hafiz") geheten, werd in 1910 door de kort regerende Sultan Mulai Abd al-Hafiz (Abdelhafid) van Marokko ingesteld. Deze ridderorde werd al in 1913 vervangen door de Orde van Sharifian Alawaidis, (Arabisch: "Wissam Alaouit Cherifien" of in het Frans "Ordre de la Maison Chérifienne Alaouite") van Sultan Yusef ben Hassan van Marokko die in 1912 zijn broer had verjaagd.
Het huis der Alaouite, afstammelingen van de profeet Mohammed, regeert sinds 1664 over Marokko.
De orde had vijf graden en werd voor bijzondere militaire en burgerlijke verdiensten toegekend.
Het kleinood was een vijfpuntige ster die op een grotere, eveneens vijfpuntige, ster was gelegd.
Met noemt deze ster wel de "l'étoile chérifienne". Op het rode medaillon staat het credo van de islam "Er is geen God dan God en Mohammed is zijn profeet". Op de witte ring rond het medaillon staat "Zijne Majesteit Hafid"
De keerzijde is glad en onbewerkt. Men droeg het kleinood aan een rood lint met twee witte strepen.